# Shkëlzen Gashi
Shkëlzen Taib Gashi (Zürich, 1988. július 15. –) svájci születésű, albán válogatott labdarúgó, az Aarau játékosa.
Az albán válogatott tagjaként részt vett a 2016-os Európa-bajnokságon.

## Sikerei, díjai
FC Zürich
- Svájci bajnok (1): 2006–07

Grasshoppers
- Svájci kupa (1): 2012–13

Basel
- Svájci bajnok (1): 2014–15
- Svájci kupadöntős (1): 2014–15

Egyéni
- A svájci bajnokság gólkirálya (2): 2013–14 (19 gól),[3] 2014–15 (22 gól)